# Frunze (incrociatore)
Il Frunze (Фрунзе) è stato la seconda unità entrata in servizio della classe Kirov, un gruppo di incrociatori da battaglia lanciamissili.

## Progetto
Ordinato dalla Marina Militare Sovietica nel 1984, presenta alcune differenze rispetto al capoclasse Kirov. Nel 1992 ricevette il nome di Admiral Lazarev. Tra le altre, il doppio lanciatore di missili SA-N-14 ASW è stato rimpiazzato con 8 lanciatori verticali ad 8 celle di missili SA-N-9 superficie-aria. Nella parte posteriore, una installazione binata AK-130 di cannoni da 130mm ha rimpiazzato due impianti singoli da 100mm. Vicino al ponte di volo, i cannoni CIWS da 30mm sono stati spostati verso la sovrastruttura posteriore e rimpiazzati con 8 lanciatori verticali ad 8 celle di missili SA-N-9. Ulteriori differenze vi sono nei sensori, nei sistemi di comunicazione e nel pacchetto ECM/ESM.

## Storia
Posto in riserva nella seconda metà degli anni novanta, nel 2009 risulta ormeggiato nei pressi di Vladivostok. Originariamente era destinato alla demolizione, e in quest'ottica svuotato del combustibile nucleare, cosa che avvenne nel 2004/2005. Potrebbe però essere riparato e rimesso in servizio nel caso in cui vengano reperiti i fondi necessari
.